# Daher el-Omar
Daher el-Omar al-Zajdání (také: Dháher, Dháhar, Dahír al-Umar či Záhir al-Umar al-Zajdání) (arabsky ظاهر العمر الزيداني ) (asi 1690 – 21. srpna 1775) byl arabský vládce severní Palestiny ve druhé polovině 18. století, kdy byl tento region součástí Osmanské říše. Po většinu své vlády, která začala v roce 1730, vládl zejména území Galileje. Centry jeho vlády byla postupně města Tiberias, Dejr Channa a Akko. Když v roce 1750 přesídlil do Akka, přikázal vylepšit opevnění města a udělal z něj centrum obchodu s bavlnou mezi Palestinou a Evropou. V šedesátých letech 18. století podpořil rozvoj přístavního města Haifa.
Během své vlády čelil výbojům Osmanů z damašského ejáletu, kteří se snažili potlačit jeho autonomii. V roce 1771 on a Alí Bej al-Kabír, vládce egyptského ejáletu, s podporou carského Ruska, dobyli nová území. El-Omar dobyl oblast okolo města Sidón a Alí Bej al-Kabír dobyl Damašek. Tím se otevřeně postavili proti svrchovanosti osmanského sultána. V roce 1774, na vrcholu své vlády, el-Omar vládl území od Gazy až po Bejrút a k tomu také Adžlún. Nicméně v roce 1773 byl jeho spojenec Alí Bej al-Kabír zabit a Osmané uzavřeli příměří s Ruskem. Poté se zaměřili na potlačení samovlády el-Omara. Osmanské námořnictvo v květnu 1775 napadlo Akko a el-Omar v této bitvě padl.
Svou vládu financoval z monopolizovaného obchodu s bavlnou a olivami. Období jeho panování bylo charakterizováno efektivní administrativou a vnitřní bezpečností, a to i přesto, že čelil pokusům o převrat od vlastních synů. Byl tolerantní v náboženské otázce, což vedlo k rozvoji přistěhovalectví křesťanů a židů z jiných částí Osmanské říše. To současně stimulovalo lokální ekonomiku a vedlo k investicím do rozvoje obchodu a infrastruktury. Autonomie jeho vlády nad Palestinou z něj udělalo historického národního hrdinu mezi Palestinci.

## Život

### Původ

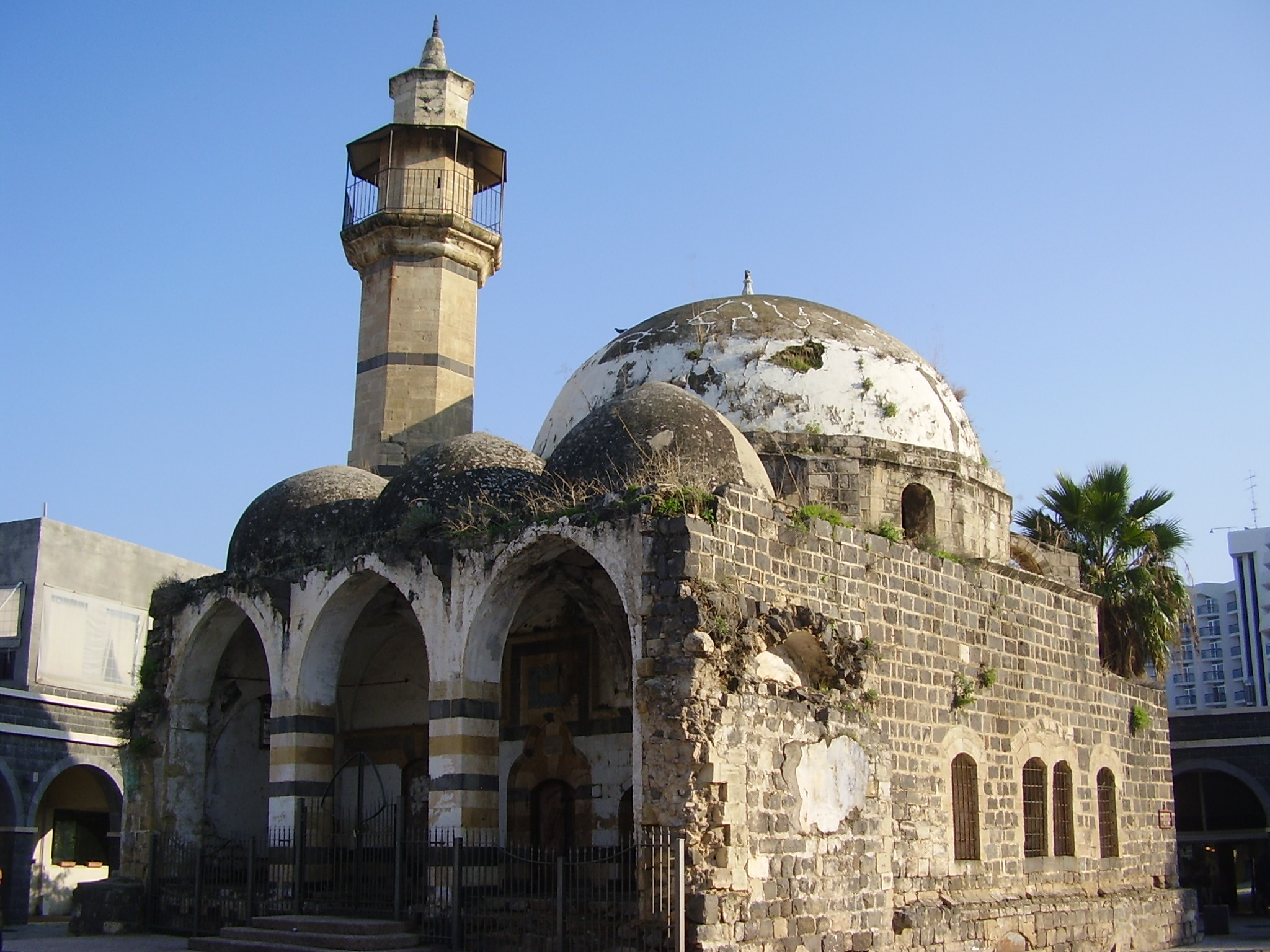
Omarova mešita v Tiberiasu

Narodil se kolem roku 1690 v beduínském rodu al-Zajdání, který ale již opustil nomádský způsob života a usadil se v regionu města Tiberias. Jeho otec byl šejkem. V roce 1698 se jeho otec stal výběrčím daní v městě Safed. Do roku 1703 si vybudoval značný vliv a platil za významného šejka Galileje. Zemřel v roce 1706 a jeho postavení převzal nejstarší syn Sád. V téže době čelili nástrahám jiných klanů soupeřících o vliv. V roce 1707 takto byli vyhnáni a usídlili se v Arrábě. On a jeho bratr Sád poté rozvíjeli obchodní vazby s Damaškem a Aleppem, které pro rod al-Zajdání vytvořil jejich otec. Takto postupně vytvořili dostatek bohatství, aby se stali vyhledávanými obchodníky a získali znovu funkce výběrčích daní. Takto byli postupně představeni damašské městské elitě a mezi nimi i prominentnímu rodu al-Husajní. Daher se do tohoto rodu následně přiženil a přesídlil do Nazaretu.

### Cesta k moci

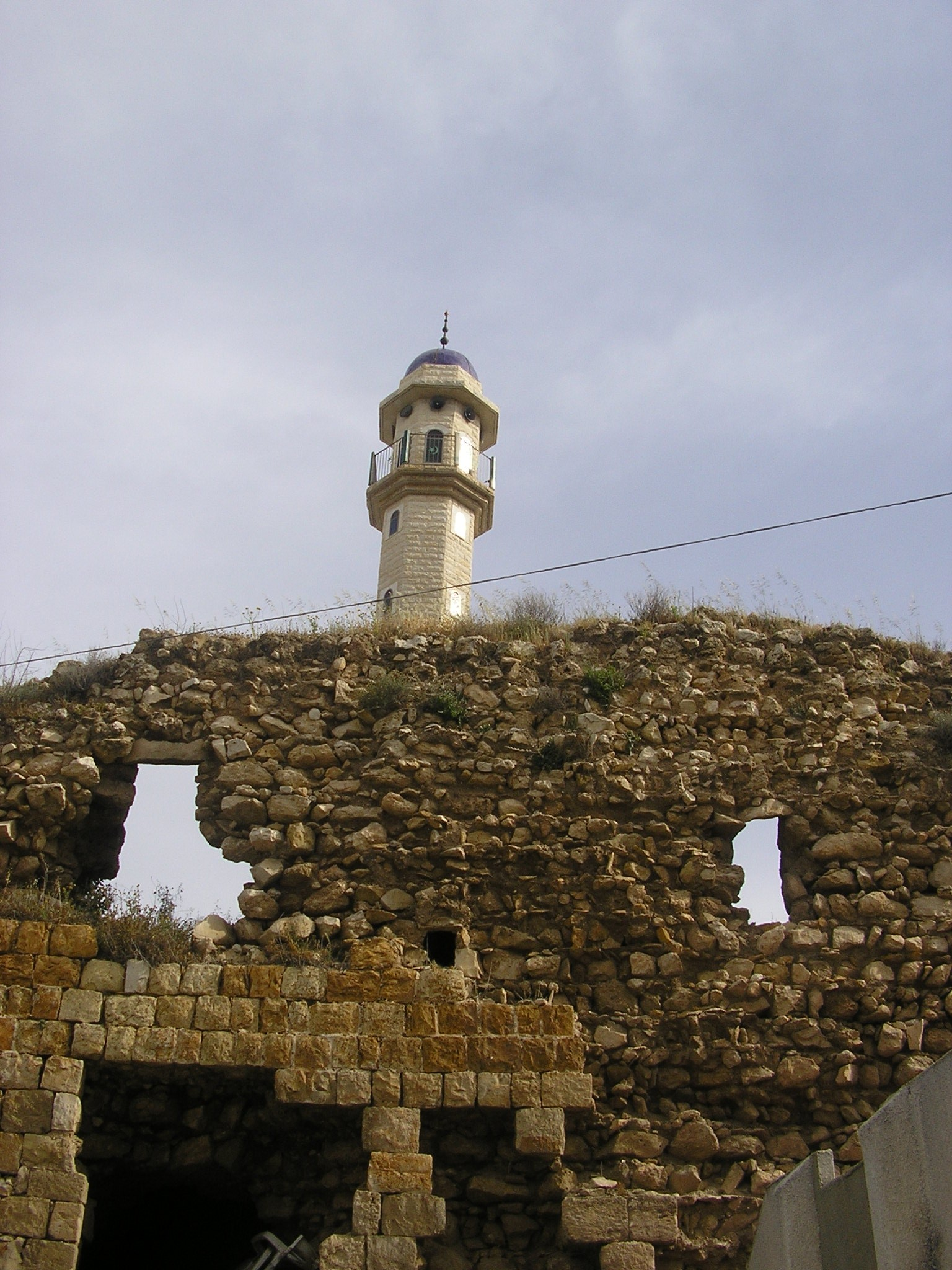
Zbytky el-Omarova sídla v Dejr Channa

Kolem roku 1730 se vesničtí šejkové ze sandžaku Náblusu spojili, aby odstavili vlivný beduínský kmen Sakr, který v regionu dominoval. Pod tlakem se rod Sakr snažil vyjednat záchranu od regionálních vládců a jako vyjednavače zvolili právě Dahera el-Omara, který měl u osmanských úřadů dobrou reputaci.
Nicméně Daher využil příležitosti pro vlastní ambice. S pomocí beduínů přepadl Tiberias a zajal správce lokální nahije. Toho obvinil z nezákonného výběru daní a tím štvaní obyvatel proti osmanské vládě. Nadřízený guvernér Sidónu souhlasil s el-Omarovým obviněním a udělil mu správu nad městy Tiberias a Arrába. Následně z města Tiberias udělal své sídlo a sezval do něj příslušníky svého rodu, kterým udělil funkce. Třicátá léta poté strávil upevňováním své moci, opevňováním města a rozšiřováním svého území.
Díky jeho renomé coby relativně spravedlivého vládce se na jeho území stěhovali vesničané z okolních regionů. Případně ho vybízeli, aby své panství rozšířil i na ně. Takto například o jeho vládu požádali obyvatelé Chirbat Džiddínu. Daher el-Omar následně jejich žádost předal guvernérovi Sidónu, Ibráhímu Pašovi al-Azmovi, který rozhodl v jeho prospěch. Nicméně současně vyhověl i žádosti dosavadního správce Chirbat Džiddínu, jelikož doufal, že se oba muži vzájemně odstraní. Daher el-Omar shromáždil vojsko o síle 1500 mužů a v následující bitvě u pevnosti Džiddín zvítězil. Roku 1740 získal město Safed, když se jeho správce vzdal bez boje. Několik dalších vesnic získal prostřednictvím sňatkové politiky. Jeho bratr Sád následně dobyl město Dejr Channa a jeho bratranec dobyl město Šfar'am.
Na konci čtyřicátých let dobyl Nazaret. To už ovšem výrazně ohrožovalo místní vládce z Dženínu a Náblusu. Náblus spadal pod damašský ejálet, což vedlo ke konfliktu s tamní správou (zejména rod al-Azm). El-Omar měl ovšem rodinné vazby v Nazaretu, kde sídlila jeho první manželka, a tím získával také dobrou reputaci mezi tamními elitními kruhy. El-Omara navíc předcházela pověst náboženské tolerance, což tamní křesťanská populace preferovala před nábožensky vyhraněnými správci z Náblusu (zejména rod al-Džarrár). Rodu al-Azm, který už několik desítek let držel funkce guvernérů oblastí měst Tripolis a Sidón, vadily výpady el-Omara do těchto regionů. Nejvíce proti němu brojil guvernér Sulajmán Paša al-Azm. V letech 1737 a 1738 el-Omar napadl oblast Golanských výšin a Damašek. S podporou vládců Osmanské říše vedl v roce 1738 Sulajmán Paša al-Azm tažení proti el-Omarovi. V téže době se proti el-Omarovi postavil i beduínský kmen Sakr, který zajal jednoho z jeho bratrů, předal ho Sulajmánovi a ten ho nechal popravit. Tažení bylo ale celkově neúspěšné. Nový pokus provedl Sulajmán Paša al-Azm v roce 1741.
V září 1742 Sulajmán Paša al-Azm devadesát dní obléhal Tiberias. El-Omar se přes své spojence snažil diplomaticky zvrátit vůli osmanských vládců. Nicméně neúspěšně. V roce 1743 Sulajmán Paša al-Azm během dalšího tažení zemřel. Jeho nástupce As'ad Paša al-Azm od pronásledování el-Omara ustoupil. Dalších čtrnáct let byla situace relativně klidná. V roce 1757 dva beduínské kmeny přepadly, oloupily a zabily muslimské poutníky na cestě do Mekky. Mezi nimi ovšem byla i sestra osmanského sultána Osmana III. Ten v reakci sesadil guvernéra Damašku Husajna Pašu ibn Makího. Ten se poté přesunul do funkce po As'adovi Pašovi al-Azmovi a jako prioritu si dal porážku el-Omara, kterého obvinil z účasti na přepadení poutníků. El-Omar obvinění odmítl, vyhledal pachatele, odkoupil jejich lup a následně ho coby dar dobré vůle zaslal novému sultánovi Mustafovi III. V roce 1760 byl Husajn Paša ibn Makí vyměněn.
Roku 1744 el-Omar dobyl Akko, kde si už předtím vytvořil vliv. Místní kádí a ulamá se za něj přimluvili u sultána, což vedlo k tomu, že v roce 1746 byl el-Omar oficiálně uznán i správcem Akka. V roce 1750 město opevnil hradbami. Nechal postavit také pevnost a veřejné budovy a infrastrukturu. To silně posílilo imigraci do města. Také postavil vodní mlýny na řekách Na'aman a Ga'aton.
V roce 1757 dobyl tehdy přístavní vesnici Haifu a pohoří Karmel. Haifa byla coby přístav pro Osmany důležitá. Proto byla vyslána loď s žoldnéry, aby ji dobyli. Nicméně el-Omar jejich útok odrazil a postupně si přes kontakty diplomaticky domluvil správu nad Haifou.

### Rebélie synů

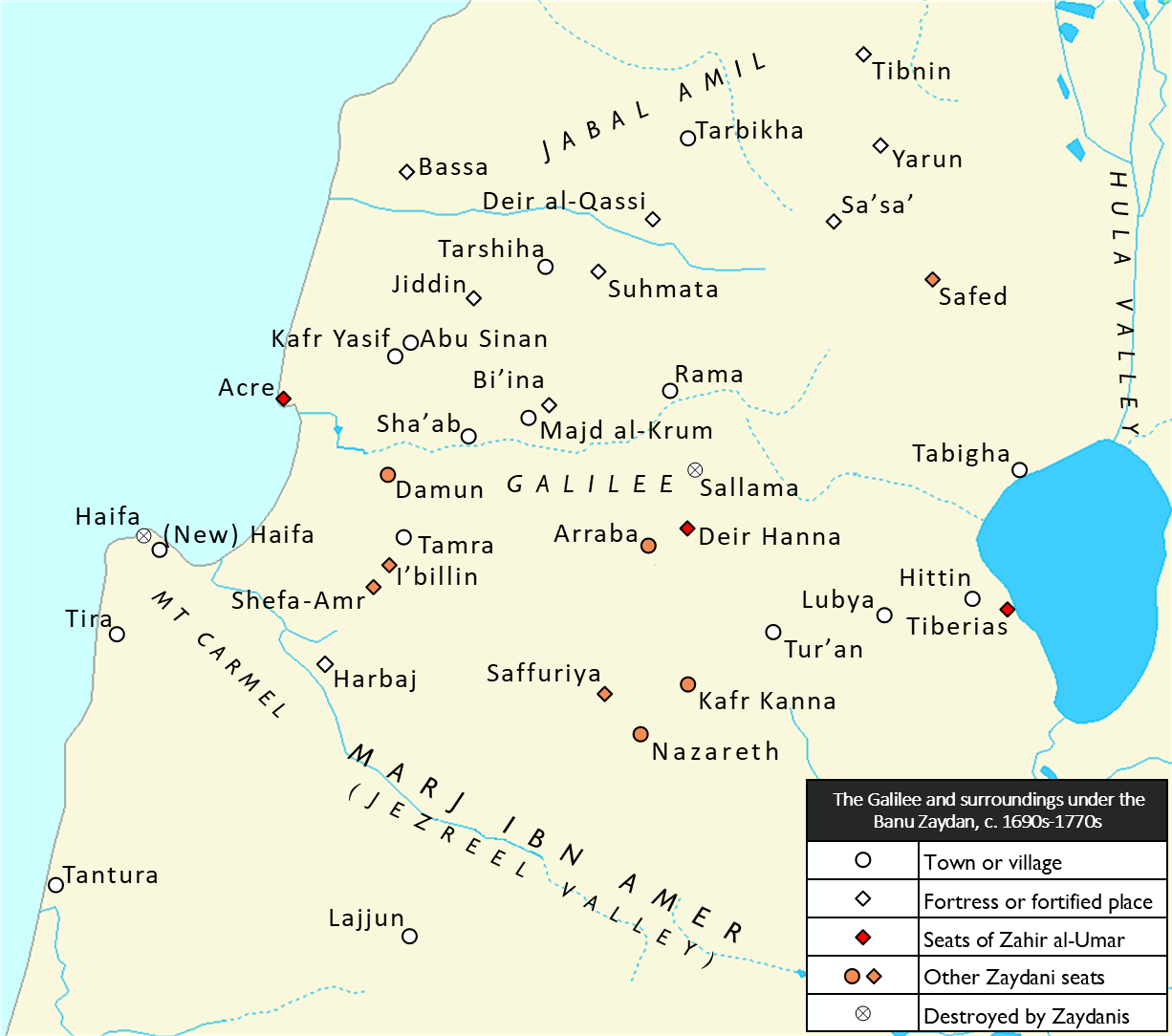
Mapa ukazující území rodu al-Zajdání v Galileji a okolních oblastech. Daherovy državy jsou označeny červenou barvou, zatímco sídla ostatních šejků rodu al-Zajdání jsou oranžově.

Poté, co přesídlil do Akka, dosadil své syny do významných pevnostních měst na svém území, aby zajistil jeho spolehlivou obranu. Nicméně v průběhu šedesátých let se každý z nich pokusil rozšířit sobě svěřené panství s cílem mít největší moc v případě otcovy smrti. Spory navíc rozdmýchával a podporoval damašský guvernér Uthmán Paša.
V září 1767 se rozhořel otevřený konflikt mezi ním a jeho synem Alim, který velel Safedu. Ali byl přitom do té doby jeho klíčovou oporou. Vojsko Dahera el-Omara následně obklíčilo Safed a Ali se musel vzdát. Otec ho omilostnil, ale převelel ho ze Safedu do menší vesnice. Krátce poté se proti němu spojili Ali s nejstarším synem Salíbím (který kontroloval Tiberias) a dalším synem Sádem. Nejdříve se jim podařilo dobýt několik vesnic, ale Daher el-Omar poté přeskupil své vojsko a ztracené území opět dobyl. Syny poté pokutoval, ale omilostnil a převelel je z měst do vesnic. Koncem roku 1767 rodinné spory utichly.

### Vláda

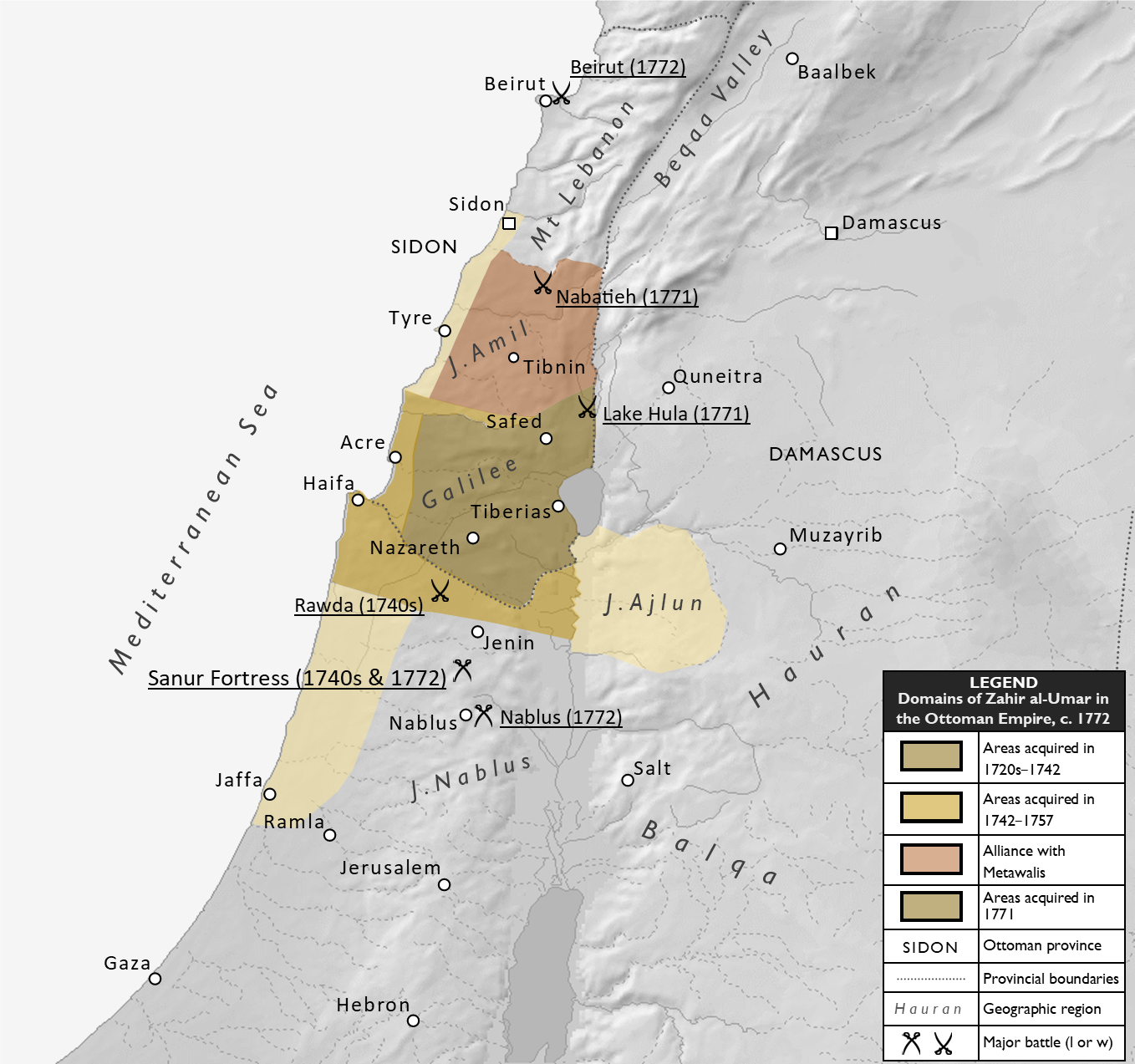
Mapa ukazující fáze expanze území ovládaného Daherem el-Omarem a jeho podřízenými, cca 1772

V roce 1768 Vysoká porta, tedy osmanská vláda, částečně uznala el-Omarovu autonomii, když mu udělila tituly šejk Akka a Galileje a emír Nazaretu, Tiberiasu a Safedu. V roce 1770 však zemřeli jeho spojenci ve vnitřních kruzích osmanského dvora a toho využil Uthmán Paša, aby do vedení správy Sidónu a Tripolisu dosadil své syny, a tím si upevnil pozici při tažení proti el-Omarovi. V přípravě na válku el-Omar vylepšil opevnění Akka a vyzbrojil všechny muže ve městě puškami a šavlemi. Současně upevnil jednotu se svými syny.
El-Omar dále vyjednal spojenectví s egyptskými mamlúky a správci Hidžázu. Jeho spojencem se stal Alí Bej al-Kabír, vládce egyptského ejáletu. Spojoval je zejména společný zájem expanze na úkor vládnoucí Osmanské říše. Alí Bej al-Kabír v tomto kontextu usiloval o dobytí Sýrie. Al-Kabír byl klíčovým spojencem, který shromáždil až dvacet tisíc vojáků. Egyptskému mamlúckému vojsku v Palestině velel Ismáil Bej. Společně se dostali až do Sýrie, kde se ale egyptské vojsko zastavilo, jelikož se Ismáil Bej střetl přímo s Uthmánem Pašou, který doprovázel poutníky do Mekky. Ismáil Bej z náboženských důvodů odmítl zaútočit a stáhl se do Jaffy, což popudilo el-Omara. Alí Bej al-Kabír poté vyslal dalších 35 tisíc vojáků pod velením Abú al-Dzahába. Mamlúci poté dobyli Damašek. Daher el-Omar mezitím s vlastním vojskem dobyl Sidón. Nicméně Ismáil Bej brzy přesvědčil Abú al-Dzahába, že boj proti osmanskému sultánu, který je chalífou islámu, je proti Bohu. Oba proto svá vojska stáhli. Kvůli tomuto vývoji se musel ze Sidónu stáhnout i el-Omar. V roce 1771 přesunul svou pozornost na město Jaffa, které dobyl. Město opevnil a ponechal v něm posádku o dvou tisících mužích.
Koncem roku 1771 obléhal centrum obchodu Palestiny, město Náblus. Zde vytvořil spojenectví s rodem al-Džarrár, kterému se nelíbil výběr správců města z konkurenčních rodů. Po devíti dnech obléhání se Daher el-Omar stáhl. Vojska el-Omara a Uthmána Pašy se poté střetla v Chulském údolí. Vojsko Uthmána Pašy mělo sílu deseti tisíc mužů. Nicméně byli poraženi a zatlačeni do řeky Jordán, kde se většina vojáků utopila. Uthmán Paša přežil. Na Dahera el-Omara čekalo v Akku triumfální přivítání.  Daher el-Omar poté znovu dobyl Sidón, ze kterého utekli tamní správci. Osmanská vláda po selhání Uthmána Pašy sesadila jeho i jeho syny ze všech funkcí.
Roku 1772 el-Omar ztratil Jaffu. Jeho nejdůležitější spojenec, Alí Bej al-Kabír, byl navíc v téže době vyhnán z Egypta. Na obzoru se navíc objevil nový nepřítel, a to osmanský loajalista Džazzár Paša. Ten mezitím od Drúzů dobyl Bejrút. Nicméně el-Omar a Alí Bej al-Kabír získali nového spojence, a to Ruské impérium, které mělo v té době konflikt s Osmanskou říší. S pomocí ruské flotily el-Omar dobyl Jaffu a Bejrút.

### Konec vlády a smrt

Mapa zachycující území, kterému vládl Daher el-Omar (k roku 1774)

V roce 1773 se Alí Bej al-Kabír vydal do Egypta, aby obnovil svou pozici. Ovšem po svém příjezdu byl zavražděn. Tím skončilo spojenectví Palestiny a Egypta. Daher el-Omar se v téže době pokusil dobýt Jeruzalém, ale selhal. Osmané dali v roce 1774 celou Sýrii do správy Uthmánu Pašovi al-Misrímu. Ten se snažil s el-Omarem jednat po dobrém. Přesvědčil osmanskou vládu, aby el-Omarovi udělila funkci guvernéra Sidónu, a to za podmínky, že bude platit daně v plné výši. V únoru 1774 prohlásil Dahera el-Omara guvernérem Sidónu, Gazy, Ramly a Jaffy. Díky tomu se Daher el-Omar stal de facto vládcem Palestiny (s výjimkou měst Náblus a Jeruzalém).
V průběhu roku 1774 se novým guvernérem Damašku stal Muhammad Paša al-Azm. Současně Osmanská říše uzavřela mír s Ruským impériem, což znamenalo konec války a ruské podpory pro Dahera el-Omara. V roce 1775 byl el-Omar Osmany odvolán z funkce guvernéra Sidónu. znovu se také rozhořel konflikt mezi Daherem el-Omarem a jeho syny. Nicméně bitvy se syny Daher vyhrával. Abú al-Dzaháb, podpořen osmanskou vládou, vedl trestnou výpravu. Dobyl například Jaffu a zmasakroval tamní mužskou populaci. Následně zaútočil na Sidón, kde byl přítomen i Daher el-Omar, který musel z města uprchnout do Akka. To bylo následně obléháno osmanskou flotilou. Daher el-Omar se snažil vyjednat štědré výkupné za ušetření sebe a obyvatel Akka, nicméně jednání se zhroutila. Město bylo několik dní ostřelováno z kanónů. V srpnu 1775 se Daher el-Omar pokusil z města utéct, ale byl zastřelen osmanskými vojáky. Následně byl sťat a jeho hlava byla poslána do Konstantinopole. Po jeho smrti Osmané zabavili jeho veškerý nashromážděný majetek a zatkli nebo popravili jeho syny.